# Long Sơn (An Giang)
Long Sơn is een phường in de thị xã Tân Châu, in de Vietnamese provincie An Giang, een van de provincies in de Mekong-delta.